# Боріл

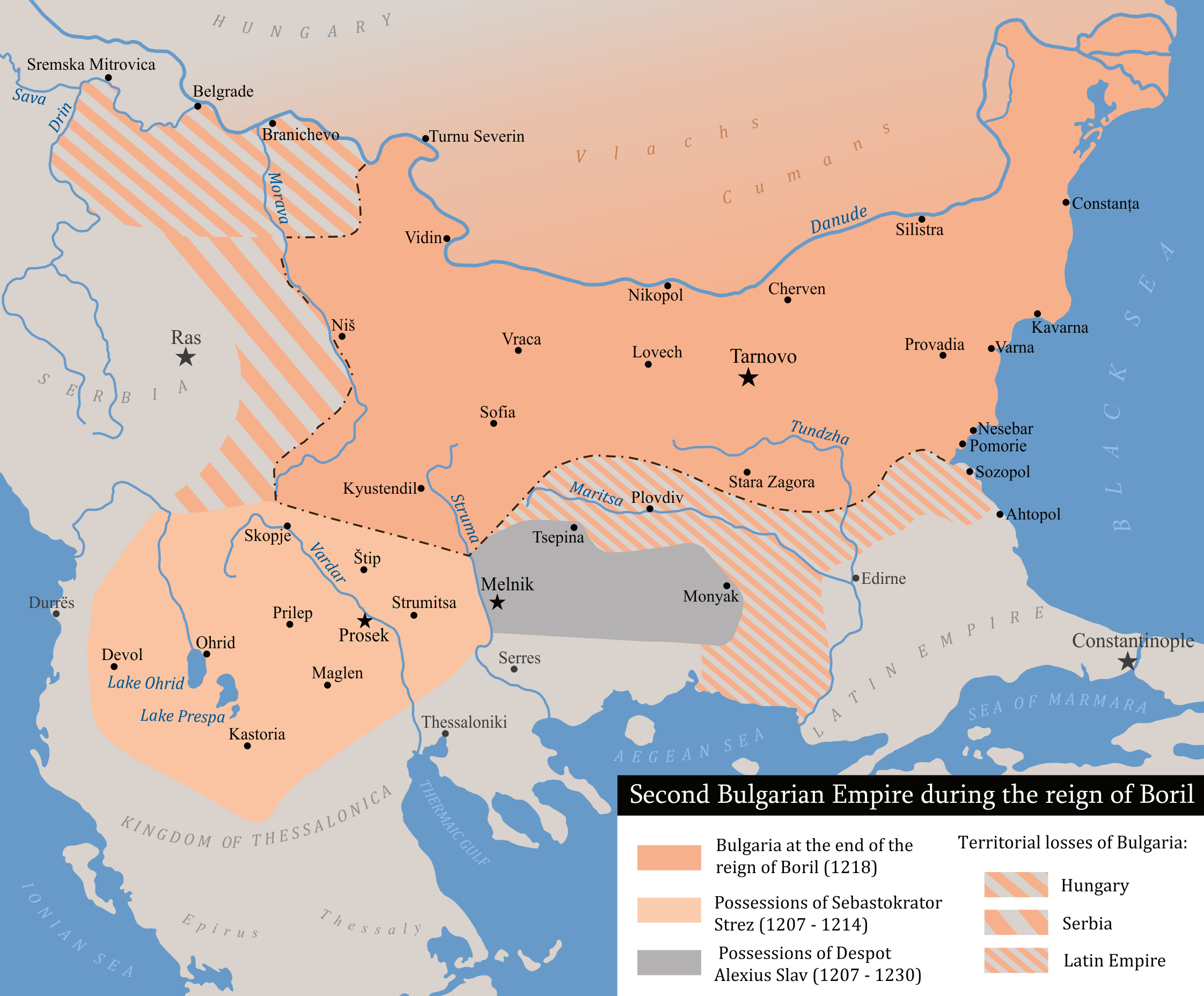
Болгарія за часів царювання Боріла

Боріл — цар Болгарії з 1207 до 1217 року. Був племінником царів Івана Асена I та Калояна.

## Життєпис
Боріл був сином сестри царя Калояна. 8 жовтня 1207 року взяв участь у замаху на Калояна під час його перебування у військовому таборі під Фессалоніками. Спираючись на свої родинні зв'язки з царями династії Асенів, Боріл захопив владу і став новим царем Болгарії.
Сини Калояна — Іван та Олександр втекли спочатку до Сербії, а потім до Галицько-Волинського князівства. Боріл одружився з удовою Калояна — Анною, яка була донькою хана половців.
Із самого початку Боріл стикнувся як внутрішніми, так і зовнішніми ворогами. Всередині Болгарії проти нього виступили брат Стрез та родовитий княжич Олександр. До того ж імператор Латинської імперії Генріх I Фландрський вторгся до країни й 31 липня 1208 року під Пловдівом розбив армію Боріла. Останній був змушений поступитись значною територію навколо Адріанополя. Проте Борілу вдалось придушити повстання княжича Олександра, а потім залучити на свій бік Стреза, надавши йому найвищий титул Болгарії — себастократора. Проте 1211 року спалахнуло повстання у місті Відін. Неспроможний подолати опір, Боріл покликав на допомогу угорців. Військовик останньої Юхим фон Сбіу розбив повстанців та захопив Відін. Як подяку Боріл віддав угорському королівству місто Белград з околицями.
Боріл також почав проводити політику щодо налагодження стосунків з Латинською імперією. Для цього видав свою небогу Марію заміж за Генріха I Фландрського. Водночас було встановлено добрі відносини з деспотами Епіру.
Впоравшись з ворогами Боріл замислив врегулювати релігійні та церковні питання Болгарії. Для цього 1211 року у Тирново — столиці царства — проведено церковний собор. Його діяльність спрямовувалася проти єретичного руху богомолів. Виходячи з актів цього собору, Боріл копіював церковну політику імператорів Візантії.
Ситуація змінилася 1217 року. До того часу союз Болгарії з латинською імперією, Епіром та Угорщиною похитнувся. 1216 року помер імператор Генріх I Фландрський. Наступного, 1217 року, до Болгарії з боку Галицько-Волинського князівства вторгся Іван Асен, який досить швидко просунувся до Тирново, де взяв в облогу армію Боріла. Останній чинив опір 7 місяців, проте 1218 року був змушений здатись. Його засліпили та відправили до монастиря. Подальша його доля невідома.